# Expiremont
Expiremont település Franciaországban, Charente-Maritime megyében. Lakosainak száma 120 fő (2022. január 1.). Expiremont Chaunac, Coux, Montendre, Pommiers-Moulons és Tugéras-Saint-Maurice községekkel határos.

## Népesség
A település népességének változása:
| Lakosok száma | 122  | 104  | 87   | 116  | 129  | 129  | 127  | 129  | 135  | 120  |
|               | 1968 | 1982 | 1990 | 2006 | 2013 | 2015 | 2017 | 2019 | 2020 | 2022 |